# 戸倉三郎
戸倉 三郎（とくら さぶろう、1954年〈昭和29年〉8月11日 - ）は、日本の裁判官。最高裁判所長官（第20代）。
最高裁判所事務総局審議官、同総務局長、最高裁判所事務総長、東京高等裁判所長官を歴任した。

## 人物

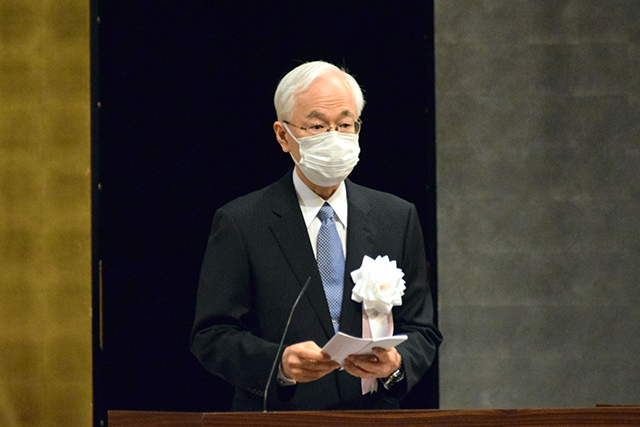
2022年9月5日、学制150年記念式典にて

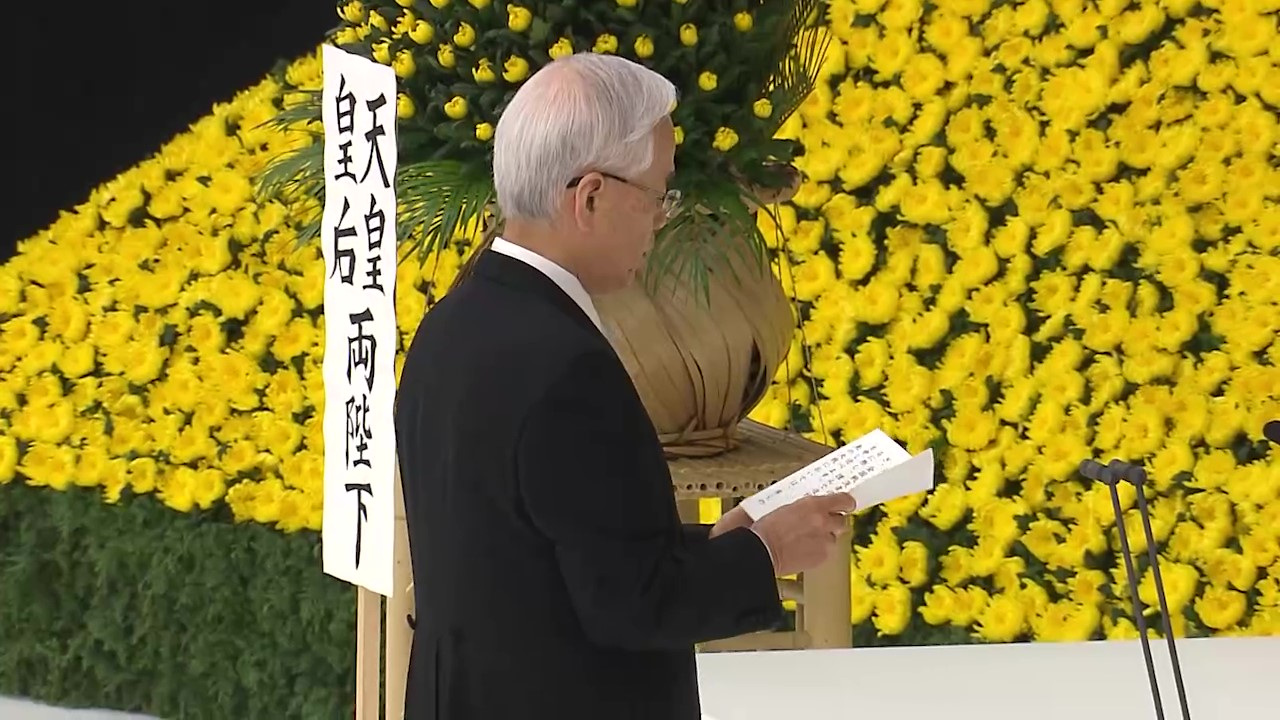
2023年8月15日、全国戦没者追悼式にて追悼の辞を述べる

- 山口県徳山市（現：周南市）出身。山口県立徳山高等学校を経て、一橋大学法学部卒業。弁護士を志し大学在学中の1979年に旧司法試験に合格。司法修習中に裁判官の仕事に興味を持つようになり、1982年に裁判官に任官するが、長年司法行政部門に所属[4]。大学及び任官同期には藤井敏明や内藤正之がいる。
- 史上初の、一橋大学出身の最高裁判所長官である。初代長官三淵忠彦から、前任の第19代大谷直人まで全員が、東京大学（16名）又は京都大学（3名）の出身である(初代三淵忠彦から、第11代矢口洪一までは、これらの大学の前身たる東京帝国大学又は京都帝国大学出身である)。また、1979年当時の司法試験合格者数で、一橋大学は明治大学に次ぐ全国7位で、法科大学院制度導入前の、一橋大学出身の法曹自体が少なかった時代であった。
- 東京地方裁判所等で主に刑事事件を担当したのち、2004年に最高裁判所事務総局審議官に就任し、同年成立した裁判員の参加する刑事裁判に関する法律により開始されることとなった裁判員制度の広報や経済団体等との交渉等を担当した[5]。2009年から最高裁判所事務総局総務局長及び法務省法制審議会幹事[3]。2013年、さいたま地方裁判所所長[3]。2014年、最高裁判所事務総長[3]。2016年、東京高等裁判所長官[3]。2017年、最高裁判所裁判官[3]。 2022年、最高裁判所長官[3]。
- 知識が豊富な人物とされる。また、さいたま地裁所長時代には市内の鉄道博物館年間パスポート（Teppa倶楽部会員証）を購入したほどの鉄道ファンで、趣味は鉄道車両の鑑賞や、車両内での休憩、ウォーキング、ゴルフ[4][6]。
- 司法研修所教官時代の教え子に吉村洋文大阪府知事や[7]、泉房穂明石市長がいる[8]。

## 裁判・処分
- 大阪地裁時代の1983年12月20日、戸塚ヨットスクール事件に関して戸塚宏に対し3,000万円あまりの損害賠償の支払いを命じた判決において、左陪席裁判官を務めた（戸塚ヨットスクール損害賠償請求事件第二次訴訟第一審判決・大阪地判昭和58年12月20日）。
- 広島地裁時代の2000年2月9日には裁判長として広島タクシー運転手連続殺人事件の被告人に死刑判決を言い渡した[9]。控訴がなされなかったため死刑判決が確定し、2006年に死刑が執行された[10][11]。
- 2009年1月14日、神戸連続児童殺傷事件で逮捕された男性の精神鑑定を行った医師が勤めていた病院から男性の供述調書を盗むなどした日本革命的共産主義者同盟革命的マルクス主義派の非公然活動家幹部ら被告人3人に、窃盗罪等により懲役2年6月の実刑判決を言い渡した。
- 東京地裁時代の2009年5月20日、ワールドオーシャンファーム事件で、組織犯罪処罰法違反（組織的詐欺）で、元幹部5人に懲役2年から3年の実刑判決をそれぞれ言い渡した。また同月28日、元会長に懲役14年、他の元幹部6人に懲役2年から3年の実刑判決をそれぞれ言い渡した。
- 東京高裁長官時代の2016年6月21日、縄で縛られた上半身裸の男性の画像などをTwitter上に投稿した東京高等裁判所の岡口基一判事に対して、口頭で厳重注意を行った[12]。

## 経歴
- 1954年（昭和29年）8月：山口県徳山市（現：周南市）出身
- 1973年（昭和48年）3月：山口県立徳山高等学校卒業
- 1979年（昭和54年）：旧司法試験合格
- 1980年（昭和55年）：一橋大学法学部卒業、司法修習生（34期）[13]
- 1982年（昭和57年）4月13日 - 1984年（昭和59年）3月31日：大阪地方裁判所判事補[3]
- 1984年（昭和59年）4月1日 - 1985年（昭和60年）4月12日：札幌地方裁判所判事補[3]
- 1985年（昭和60年）4月13日 - 1987年（昭和62年）3月31日：札幌地方裁判所判事補・札幌簡易裁判所判事[3]
- 1987年（昭和62年）4月1日 - 1988年（昭和63年）7月31日：最高裁判所事務総局民事局付[3]
- 1988年（昭和63年）8月1日 - 1991年（平成3年）3月31日：最高裁判所事務総局人事局付[3]
- 1991年（平成3年）4月1日 - 1992年（平成4年）4月12日：東京地方裁判所判事補・東京簡易裁判所判事[3]
- 1992年（平成4年）4月13日 - 1994年（平成6年）3月31日：東京地方裁判所判事[3]
- 1994年（平成6年）4月1日 - 1998年（平成10年）4月2日：最高裁判所司法研修所教官[3]
- 1998年（平成10年）4月3日 - 1999年（平成11年）7月31日：広島地方裁判所判事[3]
- 1999年（平成11年）8月1日 - 2000年（平成12年）3月31日：広島地方裁判所部総括判事[3]
- 2000年（平成12年）4月1日 - 2004年（平成16年）2月19日：広島高等裁判所事務局長[3]
- 2004年（平成16年）2月20日 - 2004年（平成16年）7月31日：最高裁判所事務総局人事局参事官[3]
- 2004年（平成16年）8月1日 - 2008年（平成20年）3月31日：最高裁判所事務総局審議官[3]
- 2008年（平成20年）4月1日 - 2009年（平成21年）4月26日：東京地方裁判所部総括判事[3]
- 2009年（平成21年）4月27日 - 2013年（平成25年）9月19日：最高裁判所事務総局総務局長[3]
- 2013年（平成25年）9月20日 - 2013年（平成25年）10月10日：東京高等裁判所判事[3]
- 2013年（平成25年）10月11日 - 2014年（平成26年）7月17日：さいたま地方裁判所長[3]
- 2014年（平成26年）7月18日 - 2016年（平成28年）4月6日：最高裁判所事務総長[3]
- 2016年（平成28年）4月7日 - 2017年（平成29年）3月13日：東京高等裁判所長官[3]
- 2016年（平成28年）5月24日：法務省法制審議会委員[14]
- 2017年（平成29年）3月14日：最高裁判所裁判官[3]
- 2017年（平成29年）10月22日：最高裁判所裁判官国民審査において、罷免を可とする票4,303,842票、罷免を可とする率7.86%で信任[15]。
- 2019年（令和元年）10月18日：法務省検察官適格審査会委員[16]
- 2022年（令和4年）6月24日：第20代最高裁判所長官[3]
- 2024年（令和6年）8月10日：定年退官[3][17]

## 論文等
- 「供述又は書面の非供述証拠的使用と伝聞法則」（自由と正義.51（1）、2000年1月）
- 「最新労働事情解説 裁判員制度スタートに伴う企業・労働組合の実務対応」（労働法学研究会報.59（20）（通号 2439）、2008年10月15日）
- 「Q&Aで見る 裁判員制度開始に向け企業が準備すべきこと」（先見労務管理. 47（1360）、2009年1月10日）